# Буланый козодой
Була́ный козодо́й (лат. Caprimulgus aegyptius) — вид птиц рода козодоев. Похож на обыкновенного, отличается только светлой золотисто-рыжей окраской оперения. Основная пища: ночные бабочки и жуки, но ловит и других насекомых, активных ночью. Населяет Северную Африку, Переднюю и Среднюю Азию. Длина 25 см, размах крыльев 55 см.
В Казахстане эта птица встречается только в пустыне Кызылкум и на равнине правобережья реки Сырдарьи. Предпочитает песчаные пустыни и редко встречается в глинистых, чаще близ речных пойм.
Образ жизни мало изучен. Полет легкий, бесшумный, маневренный. Прилетает в Казахстан в конце апреля — начале мая, улетает — в августе-сентябре.

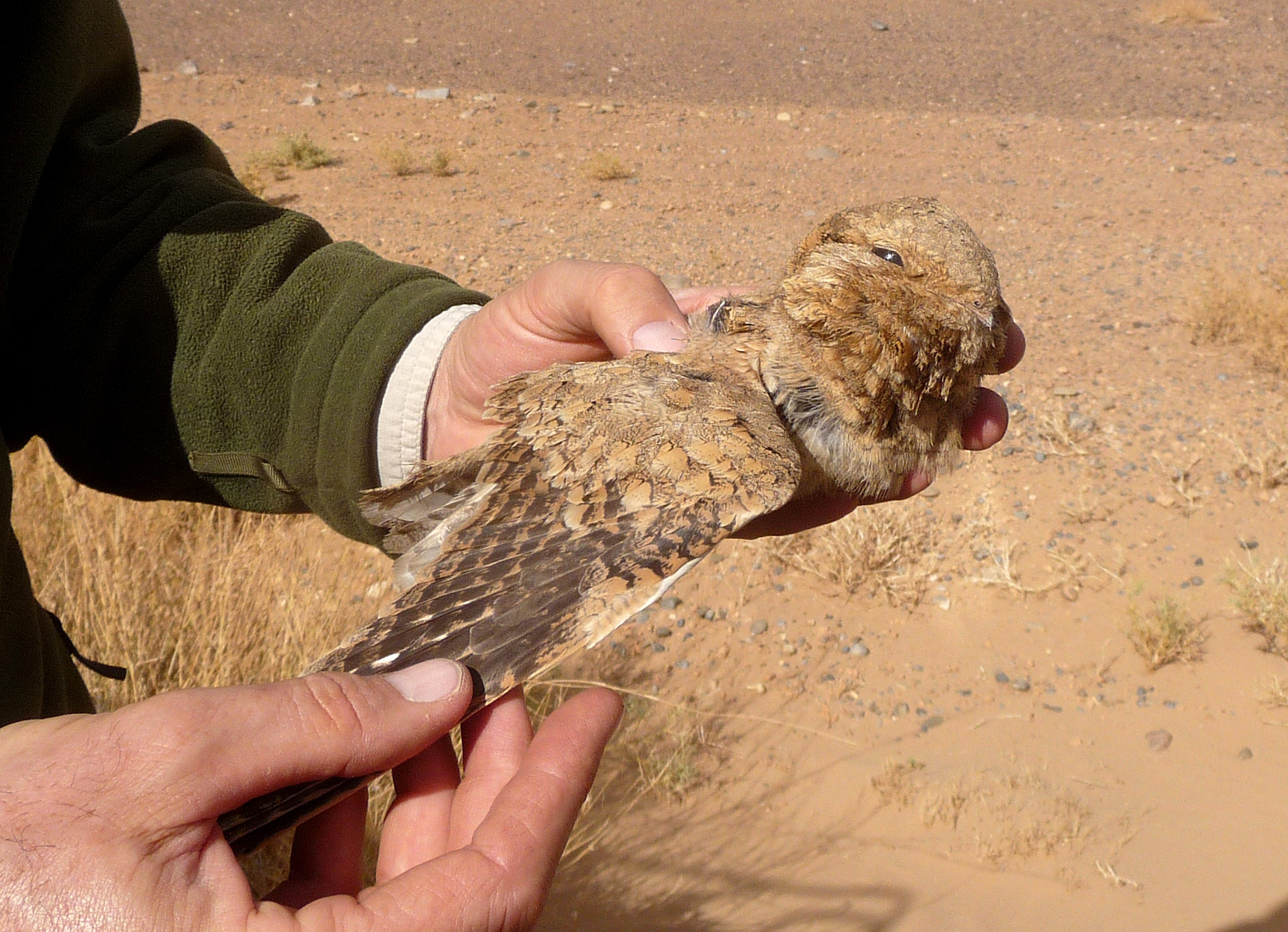
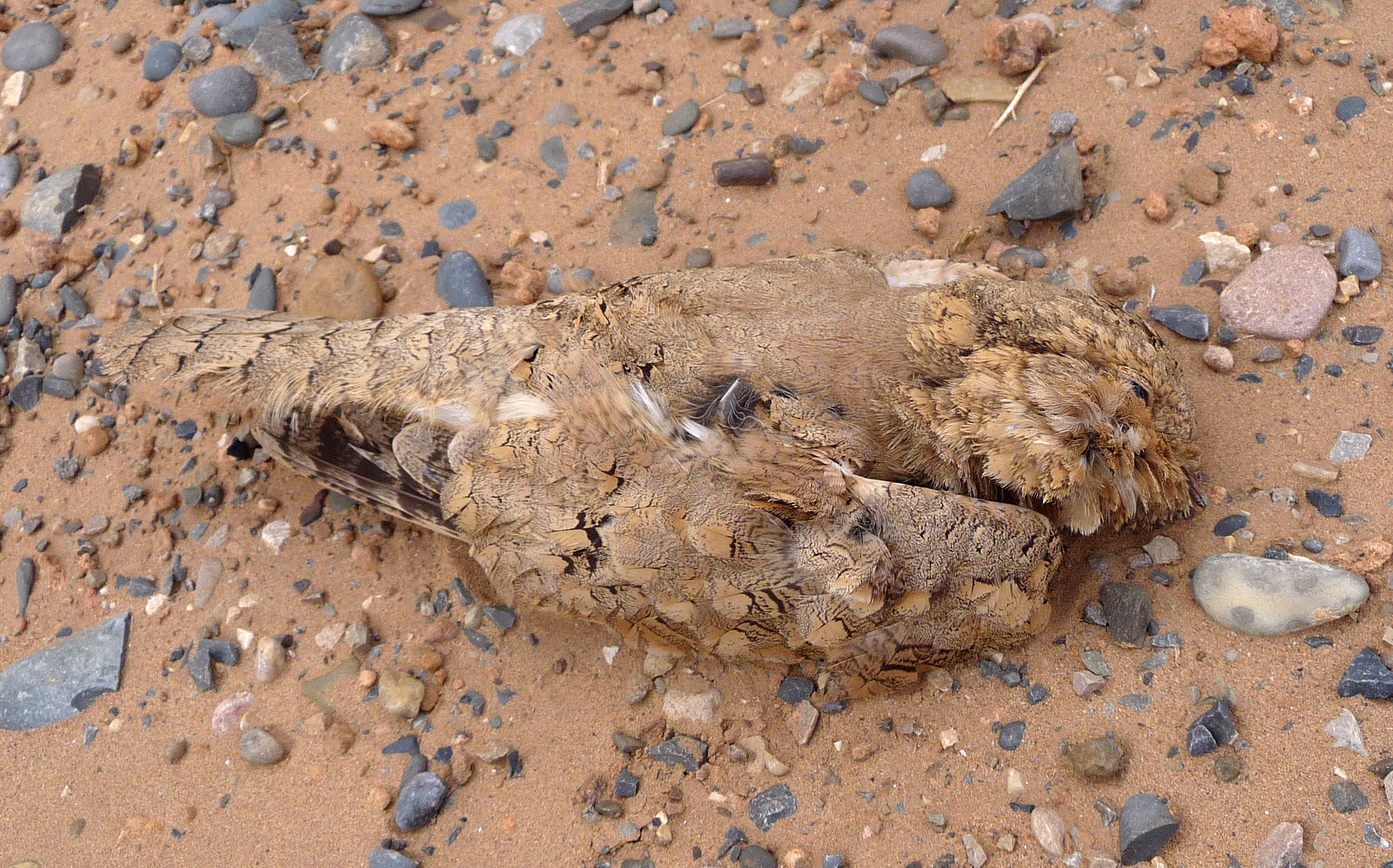
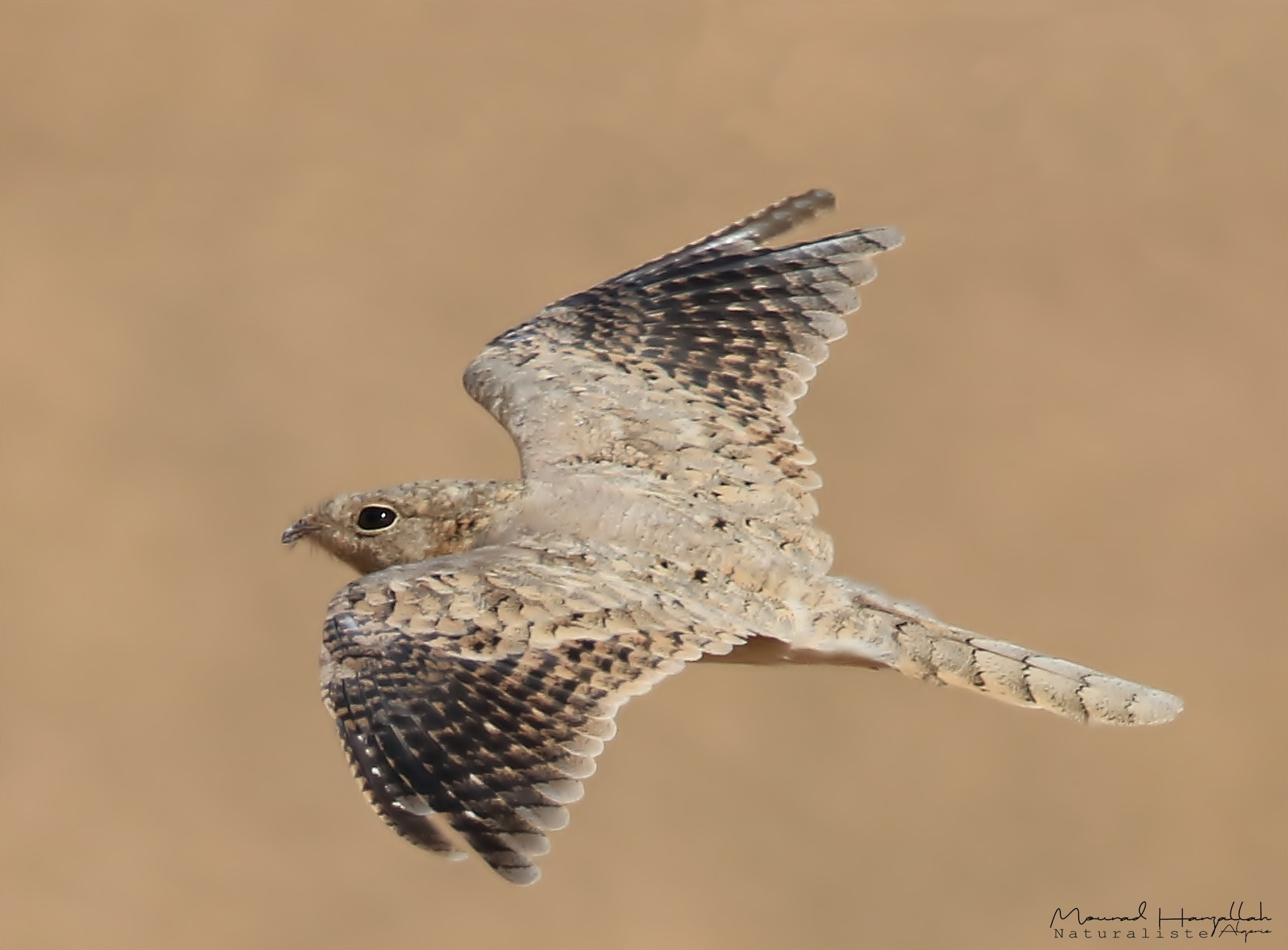